# Tlacxitla
Tlacxitla är en ort i Mexiko.   Den ligger i kommunen Ajalpan och delstaten Puebla, i den sydöstra delen av landet, 250 km öster om huvudstaden Mexico City. Tlacxitla ligger 1 664 meter över havet och antalet invånare är 251.
Terrängen runt Tlacxitla är kuperad västerut, men österut är den bergig. Runt Tlacxitla är det ganska tätbefolkat, med 144 invånare per kvadratkilometer. Närmaste större samhälle är Telpatlán, 18,3 km väster om Tlacxitla. I omgivningarna runt Tlacxitla växer i huvudsak städsegrön lövskog.